# Khorkhog

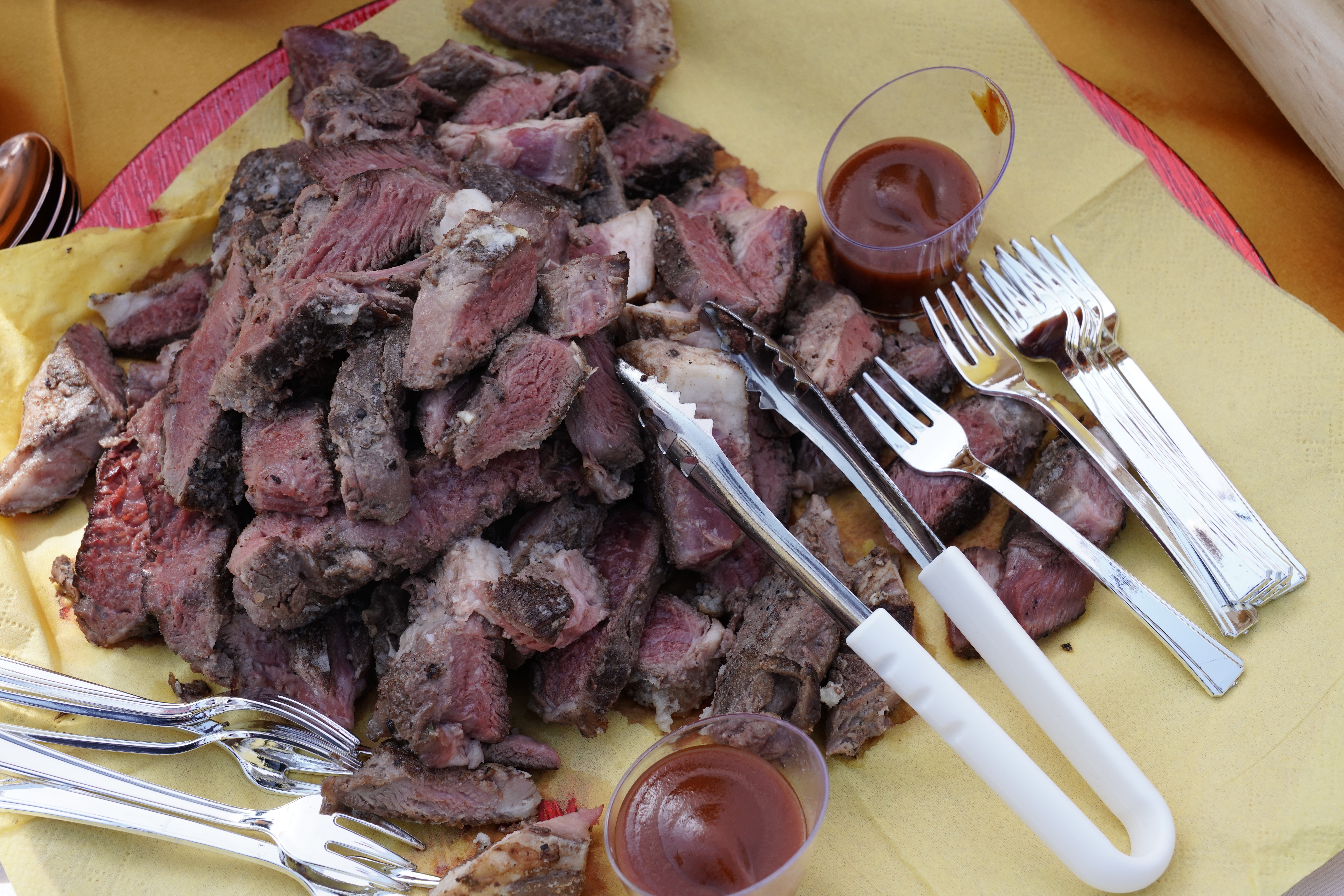
Khorkhok bei einem Food Festival 2018

Khorkhog (mongolisch: Xopxoг) ist ein Grillgericht der mongolischen Küche. Khorkhog wird zubereitet, indem Fleischstücke in einem Behälter gegart werden, der auch heiße Steine und Wasser enthält und oft auch von außen erhitzt wird.

## Zubereitung
Für die Zubereitung von Khorkhog nehmen die Mongolen Lammfleisch (auch Ziegenfleisch ist möglich) und schneiden es in Stücke von angemessener Größe, wobei sie die Knochen dranlassen. Dann legt der Koch zehn bis zwanzig faustgroße Steine über ein Feuer. Wenn die Steine heiß genug sind, werden sie zusammen mit dem Fleisch in das gewählte Kochgefäß gelegt. Traditionell und typisch sind Milchkännchen aus Metall, aber auch jedes andere Gefäß, das stabil genug ist, um die heißen Steine zu halten, reicht aus.
Durch die Hitze der Steine und den Dampf wird das Fleisch im Inneren des Kruges gegart. Der Koch kann den Krug auch auf ein Feuer oder den Herd stellen, wenn die Steine nicht heiß genug sind. Die Steine werden durch die Hitze und das Fett, das sie vom Lamm aufnehmen, schwarz. Der Krug bleibt zugedeckt, während die Köchin oder der Koch das Essen hört und riecht, um zu beurteilen, wann es fertig ist. Es kann bis zu anderthalb Stunden dauern, bis die Steine das Fleisch ausreichend gegart haben. Wenn das Gericht fertig ist, teilt der Koch die Fleischportionen zusammen mit den heißen Steinen aus, die von Hand zu Hand geworfen werden und denen eine wohltuende Wirkung nachgesagt wird. Üblicherweise wird Khorkhog mit den Fingern gegessen, aber auch mit Messern kann man das Fleisch vom Knochen schneiden.
Es heißt, das Gericht sei eine relativ moderne Erfindung aus dem 20. Jahrhundert, die auf die Zeit der militärischen Präsenz der Sowjetunion in der Mongolei zurückgeht, als die Mongolen begannen, mit ausrangierten Wasserkrügen der Roten Armee zu kochen. Es ist eine Abwandlung von boodog, einem älteren mongolischen Gericht, das mit heißen Steinen zubereitet wird und bei dem das Fleisch in einer Tierhaut gegart wird. Khorkhog ist ein beliebtes Gericht in der mongolischen Küche, wird aber im Allgemeinen nicht in Restaurants serviert.